# Траянів міст

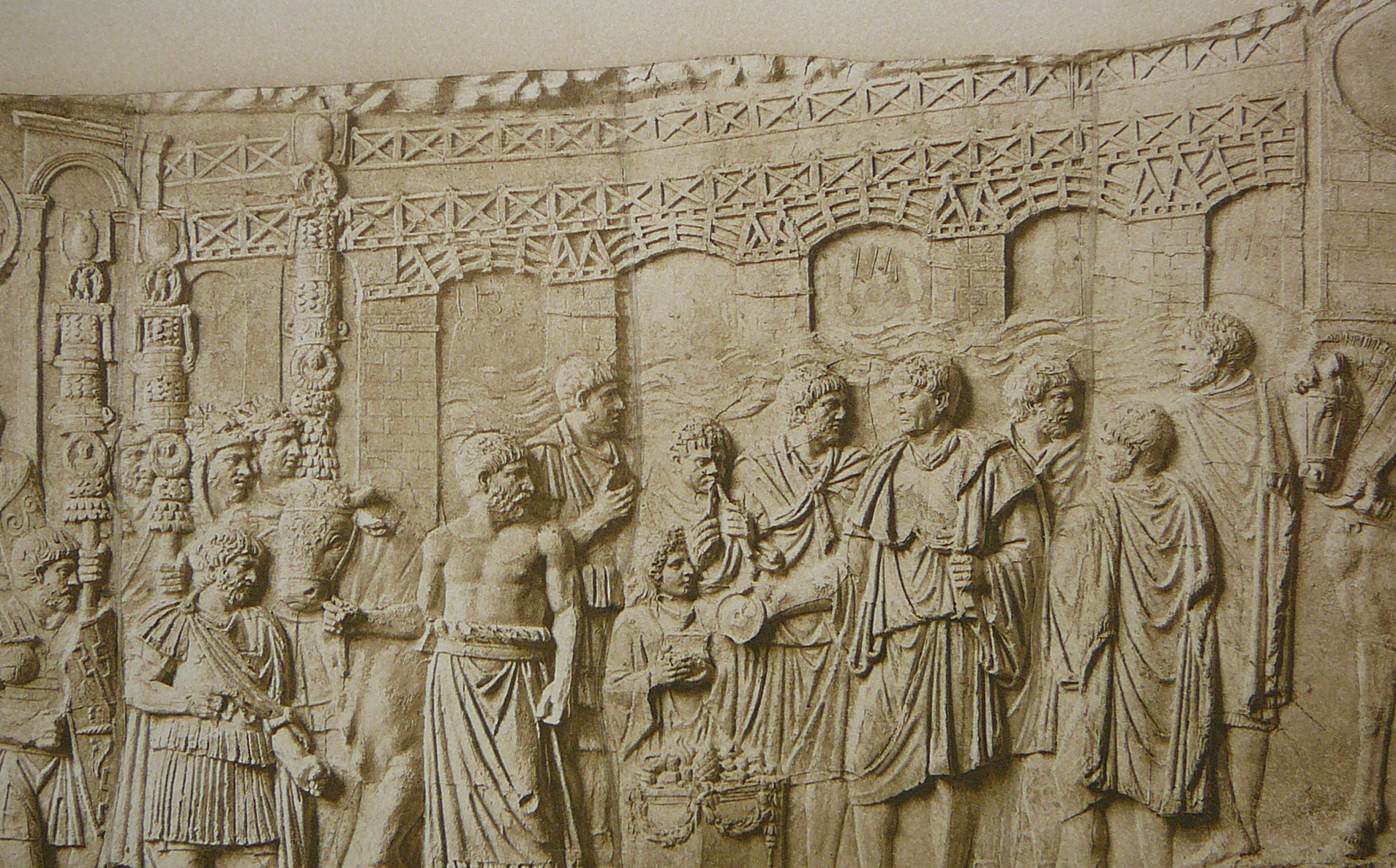
Міст на колоні Траяна в Римі

Міст Трая́на — найдовший міст античності. Збудовано в 103—105 роках через Істр (Дунай) на схід від Залізних воріт за проектом Аполлодора Дамаського. Це був перший в історії міст через найбільшу річку Європи в її нижній течії.
Міст будували в стислі терміни напередодні війни римського імператора Траяна з даками.
Міст не простояв і 200 років, оскільки імператор Авреліан, зіштовхнувшись із навалою готів, звелів зруйнувати його, щоб утруднити противникові переправу через Дунай.